# 華晨・中華BS4
中華・駿捷 (Brilliance BS4/M2) は、中国の自動車メーカー、華晨汽車によって生産されるミドルクラスセダンである。中華ブランドで販売されている。

## 概要
尊馳の1クラス下のモデルとして2006年に発表されたセダンで、尊馳のプラットフォームをベースに小型化されたものである。ピニンファリーナによって設計された。
エンジンは三菱自動車製の2L 4G63S4M、1.6L 4G18、1.8L 4G93と、自社製の1.8L BL18Tが搭載され、トランスミッションは4AT、5MT、6MTが用意される。

## 安全性の評価
また、2007年には中国車では初めてドイツへの輸出が予定されていたが、安全性の問題から発売直前になって中止となった。
2009年には、ユーロNCAPによる安全衝突テストを受けたが、シートベルト未装着警報装置が不備だったことにより、衝突安全性以前の問題として0点扱いとなり不合格となった（
同装置が装着されていれば、3つ星評価を受けることが可能だった）。